# Zé Celso
José Celso Martinez Corrêa, más conocido como Zé Celso, (Araraquara, 30 de marzo de 1937 - São Paulo, 6 de julio de 2023) fue un director teatral, actor y dramaturgo brasileño.
Su trabajo, considerado a veces como «orgiástico y antropófago» se inició a finales de la década de 1950 y se acabó definiendo ya en la década de 1960 cuando lideró el importante grupo Teatro Oficina, grupo aficionado integrado por alumnos de la Facultad de Derecho de la Universidad de São Paulo, donde realizó trabajos innovadores. De esa época, destaca los montajes de Pequenos burgueses (1963), donde se representa la Rusia previa a la revolución y que evidencia muchos puntos en común con la realidad brasileña anteriores al  golpe militar de 1964, O rei da vela (1967) de Oswald de Andrade y Na selva das cidades (1969) de Bertolt Brecht. Aunque la obra Pequenos burgueses fuese suspendida en abril de 1964 por las autoridades militares, José Celso ganó numerosos premios a la mejor dirección de ese año y las críticas afirmaron que se trataba de la producción con el mejor montaje «stanislavskiano» del teatro brasileño. La obra volvió a los escenarios al mes siguiente.

## Biografía

### Juventud
Zé Celso nació en Araraquara, São Paulo, el 30 de marzo de 1937 y se crio con el escritor Ignácio de Loyola Brandão. Es hermano del también director Luís Antônio Martinez Corrêa, asesinado en 1987.

### Formación
Entre 1955 y 1960, Zé Celso estudió en la Facultad de Derecho de la Universidad de São Paulo, USP, pero nunca ejerció la profesión. Además, fue en la facultad cuando formó parte del Teatro Oficina.

### Carrera teatral
Zé Celso empezó profesional en el teatro con dos obras de su autoría: Vento forte para o papagaio subir (1958) y A incubadeira (1959). Bajo la dirección de Amir Haddad, el Teatro Oficina produjo ambas piezas. Homenajea a Jean-Paul Sartre en 1960 con la obra A engranagem, de la que fue traductor y adaptador junto con Augusto Boal, ya que este estaba de visita en el país. Al año siguiente, el Oficina inaugura su etapa profesional con una casa para espectáculos alquilada en la calle Jaceguaui. La empresa estaba compuesta por los socios Renato Borghi, José Celso Martinez Corrêa, Ronaldo Daniel (que después se convirtió en un importante director en Inglaterra, como Ronald Daniels), Paulo de Tarso y Jairo Arco e Flexa.
Celso se estrena como director en A vida impressa em dólar de Clifford Odetts. En el elenco estaba Eugênio Kusnet que, al ser un conocedor profundo del método Stanislavski, colaboró en la preparación de los actores. Con este montaje, Celso ganó el premio al mejor director revelación otorgado por la Asociación Paulista de Críticos de Teatro. Tras el montaje de Todo anjo é terrível (1962), la compañía lleva a escena Pequenos burgueses de Máximo Gorki, que tuvo una gran repercusión y que le dio a Celso todos los premios a la mejor dirección teatral de ese año.
En los últimos años se dividió entre el cine y el teatro. Trabajó en Encarnação do demônio (2007), de José Mojica Marins, dirigió y actuó en diversas obras de teatro y siguió dirigiendo el Teatro Oficina. Por experimentar con formas osadas en el montaje, se ha vio envuelto en críticas sensacionalistas. Cuando en 2005 estrenó en Berlín la obra Os sertões, causó polémica por el hecho de que los actores se desnudasen en determinadas escenas. La prensa sensacionalista alemana lo calificó de «teatro porno».
Desde hace 26 años, su compañía rivaliza con el Grupo Silvio Santos, aunque este afirmó que su relación con Silvio Santos era buena. Sin embargo, este quiere construir un centro comercial en los terrenos del teatro. En estos enfrentamientos, Celso ha ganado el apoyo de personas como Milton Santos y Marilena Chauí.

## Muerte
Martínez murió a causa del incendio de su apartamento en el barrio Paraíso de Sao Paulo el 6 de julio de 2023. Sufrió quemaduras en el 53% de su cuerpo y estaba bajo ventilación mecánica; su esposo Marcelo, dos visitantes y el perro de la pareja, que también se encontraban en el apartamento no sufrieron quemaduras y estuvieron bajo observación clínica.